# محمد جمال أوزطايلان
محمد جمال أوزطايلان (بالتركية: Mehmet Cemal Öztaylan)‏, (ولد: 25 نوفمبر 1954 باندرمة في بالق أسير, تركيا) سياسي تركي. ونائب سابق في البرلمان التركي لأكثر من دورة ممثلا عن حزب العدالة والتنمية.